# Jeisson Jiménez

## Carrera
- AD San Carlos -  Costa Rica
- Club Sport Herediano -  Costa Rica
- AD San Carlos -  Costa Rica

- Datos: Q5929113